# 크리스피 크런치
크리스피 크런치 (Crispi Crunch)는 2010년 결성된 대한민국의 힙합 듀오이다. 멤버는 CSP (본명: 박인엽), Cheezy (본명: 이상학) 두 명이며, 탈퇴한 멤버로 공명정대가 있다. 현재 활동을 위한 소속사는 심통 엔터테인먼트이다. "유쾌한 두 남자"란 뜻의 "유두남"이란 별명도 달고 다닌다.

## 역사
2010년 Csp와 타타클랜은 Csp 2집의 〈숨〉이란 트랙으로 서로 인연을 맺게 되고, 이후 여러 무대에서 호흡을 맞추게 되면서 세 명이 뭉쳐 파티에 어울리는 무대를 꾸며가는 것을 구상하였다.  Csp, 공명정대, Lil Cheezy 셋이 뭉친 프로젝트 그룹 Crispi Crunch가 탄생하였다.
이들은 그 해 11월 첫 싱글을 발표하였으며, 2011년 4월에는 배스킨라빈스의 로고송인 〈핑크 스푼〉을 작업하기도 하였다. 이어 8월, 본격적인 메인스트림 데뷔를 노리게 되는데, 이때 공명정대가 개인 사정으로 팀에서 탈퇴하면서 Crispi Crunch는 Csp와 Cheezy (이름을 바꿈)의 2인조로 재정비가 되었고, 활동을 위해 JS프라임 엔터테인먼트와 계약을 맺었다. 이들의 메인스트림 데뷔곡 Thumbs Up은 뮤직비디오 티저 영상에서 동성 키스, 매니저 폭행 등의 "충격적" 영상을 담아 대중들의 이목을 끌었다. 이러한 영상을 찍은 의도에 대해, Csp는 "메이저 데뷔와 더불어 저희를 알릴 수 있는 ‘센 UCC 영상’이 필요했고, ‘편견을 깬다’는 의도를 담고 싶었다"라고 밝혔다. 추후 이들이 공개한 무삭제판 뮤직비디오도 선정성으로 논란이 일었다. 싱글 활동 중에는 종합격투기 로드FC의 첫 축하무대에도 올랐다. 11월에는 랩 발라드인 후속곡 〈금붕어〉를 발표하여 보컬 시현과 함께 활동을 이어나갔다. 이후에는 한동안 활동이 뜸하다가 2013년 5월 컴백 싱글인 《사장님 나이스샷!》을 발표하였다.
대표곡: 〈힙합이나 하고 다니고〉, 〈미친거 아냐〉, Thumbs Up, 〈금붕어〉, 〈멘붕타임〉

## 디스코그래피
- 2011년 디지털 싱글 《힙합이나 하고 다니고》
- 2011년 디지털 싱글 《미친 거 아냐》
- 2011년 디지털 싱글 《핑크스푼 (Pink Spoon)》
- 2011년 디지털 싱글 Thumbs Up
- 2011년 디지털 싱글 《금붕어》
- 2012년 정규 앨범 《크크타임》
- 2013년 디지털 싱글 《사장님 나이스샷!》

## 멤버
| 이름   | 소개 |
| ------ | --- |
| CSP    | - 본명 : 박인엽 - 생년월일 : 1986년 6월 20일(38세) - 학력 : 동아방송예술대학 방송연예학과 졸업 - 포지션 : 래퍼 - SNS : 페이스북  |
| Cheezy | - 본명 : 이상학 - 생년월일 : 1984년 10월 13일(40세) - 학력 : 경희대학교 국제경영학과 4학년 졸업 - 포지션 : 래퍼 - SNS : 페이스북 |

## 이름
- Crispi Crunch는 크리스피 크림 도넛 같은 달콤함을 뜻하는 크리스피와 바삭함을 뜻하는 '크런치'를 합친 단어로, "크크"라고 줄여 말하기도 한다.[4]